# Иван Дудић
Иван Дудић (Земун, 13. фебруар 1977) је бивши српски фудбалер и национални репрезентативац. Играо је у одбрани.

## Клупска каријера
Дудић је дебитовао за први тим Црвене звезде у последњем колу такмичарске 1995/96. Једно време је провео на позајмицима у Јединству из Параћина и Железнику након чега се вратио у Црвену звезду. Стандардан првотимац београдских црвено-белих је био у сезонама 1998/99. и 1999/00. За Црвену звезду је одиграо 88 званичних утакмица и постигао један гол. Учествовао је у освајању једне шампионске титуле 2000. године и два Купа 1999. и 2000. године.
У мају 2000. године је потписао уговор са португалском Бенфиком. Током прве сезоне је наступио на 20 првенствених утакмица за Бенфику. Пред почетак наредне сезоне је стављен на трансфер листу. Одбио је да игра за Бенфикин други тим, па комплетну 2001/02. није наступао.
У августу 2002. је прослеђен на позајмицу у београдски Рад. Вратио се у Бенфику током лета 2003. године, али за први тим није наступао након чега је у јануару 2005. раскинуо уговор са португалским клубом. Истог месеца је потписао за белгијског друголигаша Монс са којим је на крају сезоне изборио пласман у Прву лигу. Провео је у белгијском клубу и сезону 2005/06. играјући у највишем рангу. Током такмичарске 2006/07. је наступао за Бежанију у Суперлиги Србије. Касније је био у Мађарској где је наступао прво за Залаегерсег а затим и за Ујпешт који му је био и последњи клуб у професионалној каријери.

## Репрезентација
У дресу репрезентације СР Југославије забележио је седам утакмица. Дебитовао је у победи против Кине од 2:0 у Пекингу 25. маја 2000. године, а последњи меч је одиграо против Русије (0:1) у Београду 25. априла 2001. године. Био је у саставу репрезентације Југославије на Европском првенству 2000. године у Белгији и Холандији. Одиграо је цео меч против Словеније (3:3).

## Трофеји
Црвена звезда
- Првенство СР Југославије (1) : 1999/00.
- Куп СР Југославије (2) : 1998/99, 1999/00.